# 比里
比里（法語：Bury，法語發音：[byʁi]）是法国瓦兹省的一个市镇，属于克莱蒙区。

## 地理
比里（49°18'50"N, 2°20'36"E）面积17.05 平方千米，位于法国上法蘭西大區瓦兹省，该省份为法国北部内陆省份，北起索姆省，西接厄尔省和滨海塞纳省，南至塞纳-马恩省和瓦兹河谷省，东临埃纳省。
与比里接壤的市镇（或旧市镇、城区）包括：昂萨克、昂日、泰兰河畔巴拉尼、康布罗讷莱克莱蒙、锡尔莱梅洛、梅洛、穆伊、鲁斯卢瓦。

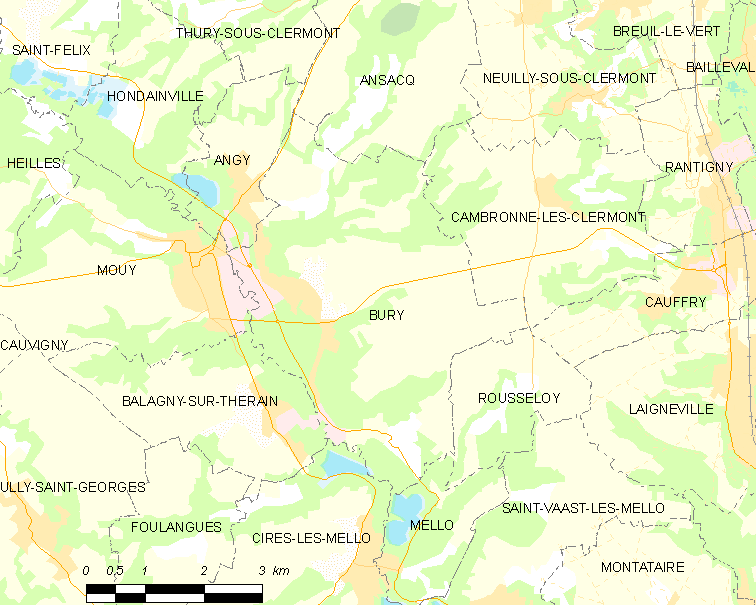
比里的OSM定位图

比里的时区为UTC+01:00、UTC+02:00（夏令时）。

## 行政
比里的邮政编码为60250，INSEE市镇编码为60116。

## 政治
比里所属的省级选区为穆伊县。

## 人口

1962-2008年间比里人口变化图示

比里于2022年1月1日时的人口数量为2876人。